# Dobrzyca (Pleszew)
Pour les articles homonymes, voir Dobrzyca.
Dobrzyca est une localité polonaise, siège de la gmina rurale de Dobrzyca, située dans le powiat de Pleszew en voïvodie de Grande-Pologne. Elle se trouve à environ 13 kilomètres à l'ouest de Pleszew et 76 km au sud-est de Poznań, la capitale régionale. 

## Géographie

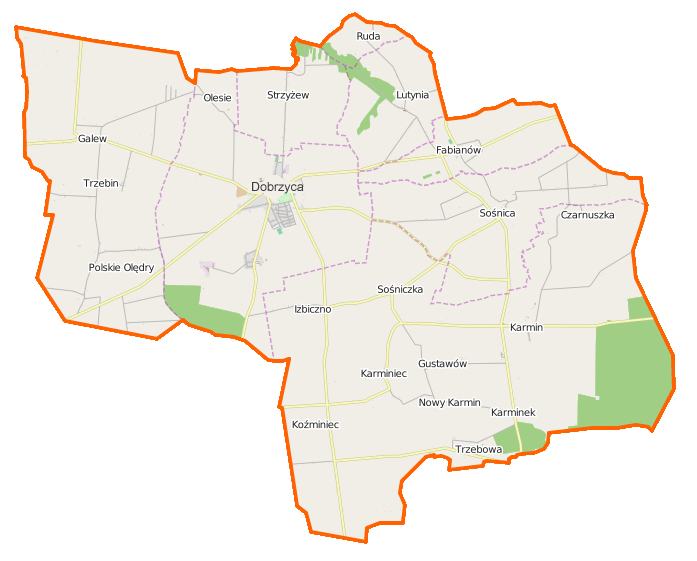
Carte de la gmina de Dobrzyca.

## Histoire
De 1815 à 1919, Dobrzyca fait partie de l'arrondissement de Krotoschin dans la province de Posnanie.